# زویی مه
زویی آنینا کرسلر (انگلیسی: Zoë Anina Kressler، زادهٔ ۶ اکتبر ۲۰۰۰) که با نام هنری زویی مه (Zoë Më) شناخته می‌شود، خواننده و ترانه‌پرداز اهل سوئیس است. او نمایندهٔ سوئیس در یوروویژن ۲۰۲۵ است که به میزبانی شهر بازل در خاک سوئیس برگزار شد. ترانه‌ای که او با آن در این رقابت شرکت کرد، «Voyage» نام دارد.